# Elches
Als Elches bzw. Helches [ˈelʧes] wurde in Kastilien weibliche oder männliche Personen bezeichnet, die vom Christentum zum Islam konvertiert waren. Die Verfolgung der Elches in Granada war 1499 der Auslöser für eine Reihe von Aufständen der Mudéjares.
Bei Razzien in den Grenzgebieten zwischen den muslimischen den christlichen Ländern Spaniens machten die Angreifer üblicherweise Gefangene, die sie in ihr Herrschaftsgebiet verschleppten. Sie wurden dort als Sklaven verkauft oder gegen Lösegeld in ihre Heimat entlassen. Ein Teil der Verschleppten konvertierte zum Islam und integrierte sich in die muslimische Gesellschaft. Getaufte Frauen, die muslimische Männer heirateten, traten vor der Hochzeit zum Islam über. 1499 gab es in Granada etwa 300 Elches, Personen die christlich getauft und zum Islam konvertiert waren.
Bei der Übergabe der Stadt Granada im Jahr 1492 wurde den muslimischen Einwohnern vom kastilischen Königspaar Isabella und Ferdinand in den Capitulaciones zugesichert, dass sie ihre Religion auch unter der neuen Herrschaft unbeschränkt ausüben könnten. Dies sollte ausdrücklich auch für die Elches gelten. Die rechtliche Verbindlichkeit diese Zusicherung wurde 1499 von kirchlichen Stellen bestritten. Die Königin und der König könnten nicht durch einen Gnadenakt kanonisches Recht außer Kraft setzen.
Nach dem kanonischen Recht ist die Taufe eine unauslöschliche und nicht umkehrbare Handlung, auch wenn sie ohne Zustimmung des Getauften vollzogen wurde. Eine Taufe kann nicht ungeschehen gemacht werden. Wer getauft wurde, gehört eindeutig zur Kirche, ob er das möchte oder nicht. Wer seinen Glauben verleugnet und zu einer anderen Religion konvertiert, ist ein Ketzer. Die Kirche kann die Hilfe des Staates in Anspruch nehmen, um die Schuldigen zu bestrafen.
1492 wurden die Elches im neuen Königreich Granada aufgefordert die Versöhnung mit der Kirche anzustreben und in Zukunft ein christliches Leben zu führen. Bei vielen von ihnen war die Konversion zum Islam nicht aus religiöser Überzeugung erfolgt. Die Rückkehr erforderte keinerlei Formalitäten und verbesserte bei den männlichen Elches den sozialen Status. Die Situation der weiblichen Elches, die mit einem Muslim verheiratet waren, war dagegen erheblich komplizierter, da die Ehe nicht nach christlichen Gesetzen geschlossen wurde.
1499 baten Königin Isabella und König Ferdinand den Beichtvater Königin Isabellas, den Erzbischof von Toledo Francisco Jiménez de Cisneros in Granada Maßnahmen zu ergreifen um die Zahl der Bekehrungen der Mudéjares zu erhöhen. Mit einer Vollmacht des Generalinquisitors Diego de Deza ging Cisneros auch gegen die Elches vor. Das Vorgehen Cisneros mit Billigung des kastilischen Königspaares wurde von den Mudejares so gedeutet, dass dieses unter dem Druck der Kirche seine 1492 gegebenen Versprechen brechen wollte. Bei einer Festnahme einer zum Islam konvertierten Frau kam es am 18. Dezember 1499, im Albaicín, einem vorwiegend von Muslimen bewohnten Vorort Granadas, zu einem Zwischenfall, der Auslöser für den Aufstand in den Alpujarras (1499–1501) wurde.
Die Christen die im 8. bis 10. Jahrhundert, direkt nach der Eroberung der Iberischen Halbinsel durch arabisch geführte Truppen, zum Islam konvertierten und sich in die neu entstehende andalusische Gesellschaft integrierten, werden meist Muladí genannt.